# داني فيغا
داني فيغا (بالإسبانية: Daniel Vega Cintas)‏ هو لاعب كرة قدم إسباني في مركز الهجوم، ولد في 11 يناير 1997 في ماردة في إسبانيا. لعب مع ريال بلد الوليد ب وريال بلد الوليد.

## وصلات خارجية
- داني فيغا على موقع قاعدة بيانات كرة القدم.إي يو (الإنجليزية)
- داني فيغا على موقع Soccerway.com (الإنجليزية)
- داني فيغا على موقع AS.com (الإسبانية)